# Baniocha (Mazovia)
Baniocha [pronunciación en polaco: /baˈɲɔxa/] es un pueblo en el distrito administrativo de Gmina Góra Kalwaria, dentro del Distrito de Piaseczno, Voivodato de Mazovia, en centro-oeste de Polonia. Se encuentra aproximadamente 8 kilómetros al noroeste de Góra Kalwaria, 10 kilómetros al sudeste de Piaseczno, y 24 kilómetros al sur de Varsovia, la capital nacional.
El pueblo tiene una población aproximada de 4,000 habitantes.